# Трави (гміна Коритниця)
Трави (пол. Trawy) — село в Польщі, у гміні Коритниця Венґровського повіту Мазовецького воєводства.
Населення — 232 особи (2011).
У 1975-1998 роках село належало до Седлецького воєводства.

## Демографія
Демографічна структура станом на 31 березня 2011 року:
|          | Загалом | Допрацездатний вік | Працездатний вік | Постпрацездатний вік |
| -------- | ------- | ------------------ | ---------------- | -------------------- |
| Чоловіки | 137     | 24                 | 94               | 19                   |
| Жінки    | 95      | 20                 | 48               | 27                   |
| Разом    | 232     | 44                 | 142              | 46                   |